# Ozarba geta
Ozarba geta är en fjärilsart som beskrevs av Druce 1889. Ozarba geta ingår i släktet Ozarba och familjen nattflyn. Inga underarter finns listade i Catalogue of Life.